# Емельяновка (урочище, Почепский район)
Емельяновка (в старину также Богдановка) — бывшая деревня в Почепском районе Брянской области. Располагалась в 4 км к востоку от села Красный Рог, в 1 км к западу от одноимённой деревни Выгоничского района.

## История
Упоминается с начала XVIII века в составе Почепской (второй) сотни Стародубского полка. С 1761 года — владение Разумовских; казачьего населения не имела.
С 1782 по 1918 годы в Мглинском повете, уезде (с 1861 года — в составе Краснорогской волости); в 1918—1929 годах в Почепском уезде (Краснорогская, с 1924 года Почепская волость).
В 1929—1931 годах в составе Выгоничского района, позднее в Почепском районе (Краснорогский сельсовет).
Исключена из учётных данных в 1986 году.
| Годы      | 1859 | 1892 | 1901 | 1926 | 1979 |
| --------- | ---- | ---- | ---- | ---- | ---- |
| Население | 132  | 192  | 230  | 267  | 7    |